# Dedizione (film)
Dedizione (The Big Street) è un film del 1942 diretto da Irving Reis. 
La sceneggiatura si basa su Little Pinks, una storia di Damon Runyon pubblicata sul Collier's Magazine il 27 gennaio 1940.

## Trama
Un giovane aiuto cameriere si innamora di Gloria Lyons, un'egocentrica cantante. Si prende cura di lei, anche quando rimane invalida a causa di una lite violenta con il suo amante. 
L'uomo arriva persino a rubare, pur senza avere nessuna gratitudine in cambio. 
Alla fine però le sue fatiche saranno ricompensate, ma per poco, infatti la donna muore fra le sue braccia mentre la porta a ballare in mezzo alla pista dove una volta si esibiva.

## Produzione
Le riprese del film, prodotto dalla RKO Radio Pictures con i titoli di lavorazione It Comes Up Love e Little Pinks, durarono da fine aprile a metà giugno 1942.

## Distribuzione
Il copyright del film, richiesto dalla RKO Radio Pictures, Inc., fu registrato il 27 luglio 1942 con il numero LP11532.